# Bordel militaire de campagne

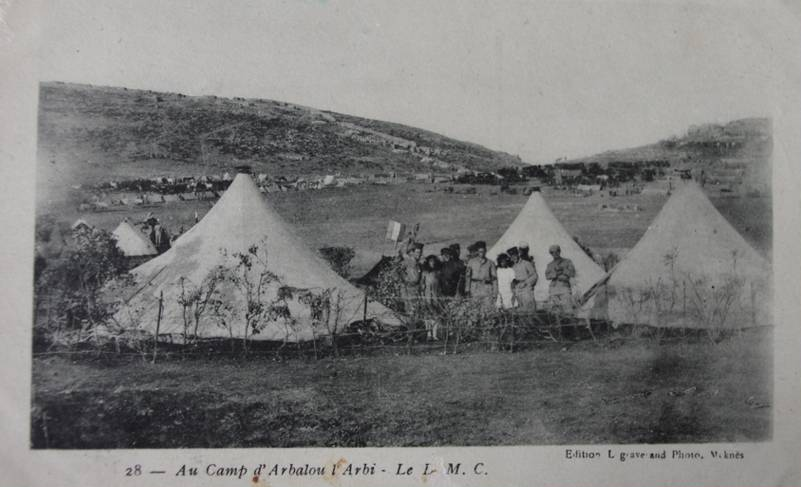
Au camp d’Arbalou l’Arbi – Le B.M.C., Feldbordell in Französisch-Marokko, 1922

Bordel militaire de campagne (französisch für ‚Militär-Feld-Bordell‘) oder Bordel mobile de campagne (‚mobiles Feld-Bordell‘) oder auch Bordel militaire controlé (‚kontrolliertes Militär-Bordell‘), abgekürzt BMC, war die Bezeichnung für von der französischen Armee betriebene Militärbordelle. Sie wurden im 20. Jahrhundert meist an Orten eingesetzt, wo „zivile“ Bordelle nicht existierten, etwa in abgelegenen Garnisonsstandorten und nahe der Front.

## Geschichte

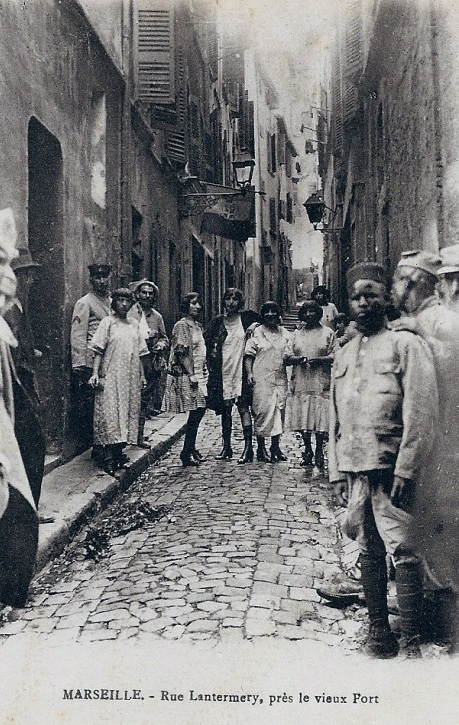
Kolonialsoldaten in einer Bordellgasse in Marseille, Anfang 20. Jh.

Die ersten offiziell vom französischen Militär verwalteten Feldbordelle wurden vermutlich nach der französischen Eroberung Algeriens dort gegen Mitte oder Ende des 19. Jahrhunderts eingeführt, blieben aber vorerst auf die nordafrikanische Kolonialarmee beschränkt. Während des Ersten Weltkrieges wurden die BMC dann in großer Zahl auch im französischen Mutterland eingeführt. Dies hatte zuerst rassistische Gründe, da die Militärführung sexuelle Kontakte zwischen Soldaten aus den Kolonien und Französinnen verhindern wollte. Die Prostituierten kamen folglich praktisch ausschließlich aus den französischen Kolonien; Algerierinnen bildeten die Mehrheit, darunter waren auch Angehörige der Ouled Nail.
Schnell fanden die Feldbordelle großen Zuspruch der Soldaten. In der Zwischenkriegszeit wurden sie nahezu flächendeckend in jedem Militärstandort eingesetzt. Die französische Militärführung erhoffte sich davon eine Steigerung der Kampfmoral, die Eindämmung von Geschlechtskrankheiten (die Frauen wurden überprüft, dennoch war insbesondere Syphilis bei Soldaten weit verbreitet), die Verhinderung von Vergewaltigungen, Homosexualität und sexuellen Kontakten mit einheimischen Frauen sowie das Ende der im Umfeld von Militärverbänden weit verbreiteten „wilden“ (also unregulierten) Prostitution. In den BMC galt die Regel, dass zum Wochenende erst die Offiziere das Recht zum Betreten hatten, dann die Serganten und erst danach die Mannschaften. Die Betriebskosten des Militärs waren minimal, da die Soldaten für den Besuch zu zahlen hatten. Trotz der offiziellen Verwaltung und der großen Verbreitung wurde die ganze Thematik von Seiten des Militärs totgeschwiegen.
Während der deutschen Besetzung Frankreichs im Zweiten Weltkrieg ließ die Wehrmacht in großem Umfang Soldatenbordelle einrichten. Dies war einer der Gründe, warum nach dem Krieg durch die Loi Marthe Richard 1946 sämtliche Bordelle im französischen Mutterland verboten wurden. Das Militär erhielt allerdings unter der Bedingung, dass die Prostituierten dort nicht aus dem Mutterland kamen, eine Sonderregelung für Garnisonen der Kolonialtruppen und der Fremdenlegion.
Im Indochinakrieg waren die BMC sehr weit verbreitet. Die sonst übliche Segregation zwischen Kolonialsoldaten und „weißen“ Franzosen wurde beim Bordellbesuch in den Kolonien aufgehoben. In Indochina waren etwa die Hälfte der Prostituierten Algerierinnen, die andere Hälfte Vietnamesinnen (welche oftmals unter Spionageverdacht standen). Neben festen Militäretablissements wie dem riesigen Parc à Buffles in Saigon gab es die mobilen Feldbordelle. Diese wurden mit LKWs den Truppen hinterhergefahren, oftmals bis mitten ins Kampfgebiet. Selbst im belagerten Điện Biên Phủ gab es zwei BMC, eines mit Vietnamesinnen, eines mit Algerierinnen. Während der Kämpfe beteiligten sich die Frauen an der Verwundetenversorgung; mehrere von ihnen wurden im Verlauf der Belagerung getötet. Da ihre Existenz aber auch hier verheimlicht wurde, erlangte lediglich die Sanitätsoffizierin Geneviève de Galard Terraube als „einzige Frau in Điện Biên Phủ“ Berühmtheit. Nach der Kapitulation gerieten auch die Prostituierten (etwa ein Dutzend Frauen) in Kriegsgefangenschaft; die überlebenden Algerierinnen wurden schließlich freigelassen, die Vietnamesinnen hingegen verschwanden vermutlich in Umerziehungslagern. Als französische Offiziere vorschlugen, zwei Prostituierte für heldenhaftes Handeln während eines Hinterhaltes in der Provinz Lai Châu auszuzeichnen, lehnte die Militärführung mit der Begründung ab, dies sei „nicht angemessen“.
Auch im Algerienkrieg wurden die BMC noch in großem Maßstab eingesetzt. Mit dem Ende des Kolonialreiches wurden die Bordelle schließlich auf die Standorte der Fremdenlegion beschränkt. Das letzte BMC im Mutterland wurde 1978 in Calvi auf Korsika (Standort der 2e REP) geschlossen. Das letzte BMC auf französischem Territorium überhaupt wurde erst 1995 in Kourou in Französisch-Guayana (Standort des 3e REI) aufgelöst, nachdem sich ein lokaler brasilianischer Zuhälter über die staatliche Konkurrenz beschwert hatte. Im Fremdenlegionsstandort Dschibuti (13e DBLE) existierte ein vergleichbares Etablissement bis ins 21. Jahrhundert.

## Rezeption
Der belgische Chansonnier Jacques Brel (1929–1978) prangerte in seinem französischsprachigen Chanson Au suivant (deutsch ‚Der Nächste‘) von 1964 die Praxis der Militärbordelle an, in denen das (französische) Militär junge Wehrpflichtige „mit Prostituierten belieferte“, für jeden, „einen nach dem anderen in der Kette“. Zugleich besang Brel in dem von ihm geschriebenen und komponierten Lied das sexuelle Elend von Sex ohne Liebe.
„Au suivant au suivant

J’avais juste vingt ans et je me déniaisais

Au bordel ambulant d’une armée en campagne

Au suivant au suivant“
Der Chanson wurde später von dem niederländischen Comedian Freek de Jonge (* 1944) in niederländischer Sprache unter dem Titel Wie volgt? (deutsch etwa ‚Wer kommt als nächster?‘) gecovert, ebenso von Alex Harvey und der Sensational Alex Harvey Band.